# 粵劇劇目列表
粵劇劇目/曲目列表（漢語拼音序列）

A B C D E F G H I J K L M N O P Q R S T U V W X Y Z

## B
- 《白兔會》（編劇：唐滌生）
- 《白蛇傳》
- 《白蛇新傳》（編劇：葉紹德等）
- 《白門樓》
- 《班定遠平西域》 （編劇：梁啟超）
- 《百里奚會妻》
- 《別館盟心》
- 《琵琶行》
- 《琵琶怨》
- 《寶蓮燈》（場次：仙凡相會...）
- 《寶劍重揮萬丈虹》（編劇：潘一帆）
- 《碧海狂僧》（編劇：陳冠卿）
- 《伯牙碎琴》
- 《枇杷花下結新知》

## C
- 《長阪坡》
- 《穿金寶扇》編劇：唐滌生
- 《曹操與楊修》粵劇編劇：秦中英
- 《曹操下皖城》
- 《釵頭鳳》
- 《陳橋兵變》

## D
- 《大鬧廣昌隆》
- 《大鬧養閑堂》
- 《大鬧御勾欄》
- 《大破朱仙鎮》
- 《狄青夜闖三關》-平子喉對唱曲
- 《狄青與襄陽公主》
- 《帝女花》（場次: 樹盟、香劫、乞屍、庵遇、相認、迎鳳、上表、香夭）（編劇：唐滌生）
- 《竇娥冤》 （又名《六月飞霜》或《六月雪》）（編劇：唐滌生）
- 《蝶影紅梨記》（編劇：唐滌生）
- 《定軍山》
- 《黛玉歸天》
- 《貂蟬拜月》
- 《單刀會》
- 《刁蠻宮主戇駙馬》
- 《多情君瑞俏紅娘》（編劇：秦中英）

## F
- 《風雨同舟》
- 《鳳閣恩仇未了情》（場次：送別...）
- 《鳳儀亭》
- 《鳳儀亭訴苦》
- 《粉面十三郎》
- 《非夢奇緣》（編劇：《靳夢萍》）
- 《富士山之戀》（編劇：唐滌生）

## G
- 《關公送嫂》
- 《觀音得道，香花山大賀壽》（傳統例戲）
- 《閨留學廣》
- 《孤寒種懺悔》
- 《桂枝告狀》（編劇：唐滌生）

## H
- 《火網梵宮十四年》（編劇：唐滌生，主題曲：吳一嘯）
- 《火燒博望坡》
- 《火燒赤壁》
- 《花月影》
- 《花田八喜》（編劇：唐滌生）
- 《花蕊夫人》
- 《花染狀元紅》
- 《活命金牌》（編劇：蘇翁）
- 《紅了櫻桃碎了心》（編劇：唐滌生）
- 《紅樓夢》（編劇：唐滌生）
- 《胡不歸》（編劇：馮志芬）
- 《魂夢繞山河》（撰曲：阮眉）
- 《漢武帝夢會衛夫人》（編劇：唐滌生）
- 《黃蕭養回頭》
- 《黃鶴樓》
- 《黃飛虎反五關》
- 《華容道》（古老排場）

## J
- 《鏡花緣》
- 《荊釵記》
- 《荊軻剌秦皇》
- 《佳偶天成》
- 《舉獅觀圖》
- 《蔣幹盜書》

## K
- 《客途秋恨》（南音）
- 《苦鳳鶯憐》
- 《開叉》

## L
- 《六國大封相》（開台例戲）（編劇：劉華東）
- 《李後主》（編劇：葉紹德）
- 《李密陳情》
- 《柳毅傳書》（內地版本編劇：譚青霜/陳冠卿，首演：羅家寶 林小群，香港版本的編劇是葉紹德，首演：雛鳳鳴粵劇團）
- 《洛水情夢》
- 《荔枝換絳桃》/《九天玄女》（編劇：唐滌生）
- 《梁祝》
- 《梁祝恨史》（編劇：潘一帆）
- 《攔江截斗》
- 《落霞孤鶩》
- 《樂毅下齊城》
- 《拉郎配》

## M
- 《牡丹亭驚夢》（場次：遊園驚夢、寫真、幽媾、回生、探親會母、拷元、圓駕）（編劇：唐滌生）
- 《穆桂英大破洪州》
- 《穆桂英下山》
- 《盲公問米》
- 《夢會太湖》（編劇：陳自強）
- 《夢斷香銷四十年》（編劇：陳冠卿）

## N
- 《南宋鴛鴦鏡》（編劇：盧山）
- 《南唐殘夢》

## P
- 《平貴別窰》
- 《蟠龍令》（編劇：蘇翁）

## Q
- 《妻嬌郎更嬌》
- 《秦香蓮》
- 《泣荊花》
- 《乾坤鏡》（編劇：楊智深）
- 《清宮遺恨》
- 《情僧偷到瀟湘館》
- 《情醉王大儒》（編劇：秦中英）

## R
- 《睿王與莊妃》
- 《戎馬金戈萬里情》（編劇：潘焯）

## S
- 《三笑姻緣》（編劇：唐滌生）
- 《三英戰呂布》
- 《三打王英》
- 《三審玉堂春》
- 《三娘教子》
- 《三盜九龍杯》
- 《三借芭蕉扇》
- 《三氣白牡丹》
- 《三伯爵》
- 《三祭鐵丘墳》
- 《三擒三放》
- 《三官堂(陳世美)》
- 《三看御妹》
- 《山東響馬》
- 《山鄉風雲》
- 《搜書院》（編劇：楊子靜）
- 《隋宮十載菱花夢》（編劇：唐滌生）
- 《獅吼記》（編劇：唐滌生）
- 《審死官》
- 《蘇武牧羊》
- 《水淹七軍》
- 《沙陀借兵》
- 《雙仙拜月亭》（編劇：唐滌生）
- 《顺治与董鄂妃》（編劇：《李悦强》）

## T
- 《踏雪尋梅》（撰曲：蔡衍棻）
- 《唐明皇與楊貴妃》、《唐宮恨史》（場次：《七月七日長生殿》）
- 《唐伯虎點秋香》（編劇：唐滌生）
- 《桃花扇》（香港版本編劇：楊智深）
- 《桃花仙子》（編劇：唐滌生，電影版編劇：潘焯）
- 《鐵馬銀婚》（編劇：蘇翁）

## W
- 《文姬歸漢》（編導：龍圖，撰曲: 蘇翁）
- 《萬世流芳張玉喬》（編劇：簡又文/唐滌生，首演：芳艷芬 陳錦棠）
- 《萬惡淫為首》
- 《無情寶劍有情天》（場次：...營房相會...）（編劇：徐子郎，改編：蘇翁）
- 《舞台春色》
- 《五郎出家》
- 《五郎救弟》（大喉平喉對唱曲）
- 《五虎平南(段紅玉)》
- 《王老虎搶親》
- 《王寶釧》 李少芸編撰

## X
- 《西樓錯夢》（編劇：唐滌生）
- 《西河會》
- 《倩女離魂》
- 《新白金龍》
- 《俏潘安》(編劇：葉紹德)
- 《香羅塚》（編劇：唐滌生）
- 《血染海棠紅》（編劇：唐滌生）
- 《血濺烏紗》（編劇：楊子靜等）

## Y
- 《燕子樓》
- 《雅雀如何作鳳凰》
- 《夜吊秋喜》
- 《夜吊白芙蓉》（古腔粵曲）
- 《夜戰馬超》（霸腔對唱曲）
- 《夜斬龍詛》
- 《一曲琵琶動漢皇》、《寶劍重揮萬丈虹》（編劇：潘一帆）
- 《一代名花花濺淚》 唐滌生編撰
- 《一枝紅艷露凝香》 唐滌生編撰
- 《一入侯門深似海》 唐滌生編撰
- 《英烈劍中劍》（編劇：御香梵山）
- 《英雄叛國》（編劇：秦中英等）
- 《胭脂巷口故人來》（編劇: 唐滌生）
- 《陰陽判》（編劇：《楊智深》）
- 《燕歸人未歸》（編劇：南海十三郎）
- 《岳飛班師》
- 《月下釋貂蟬》
- 《玉面參軍》
- 《楊二舍化緣》（編劇：秦中英）

## Z
- 《再世紅梅記》（編劇：唐滌生）
- 《張羽煮海》（香港版本編劇：楊智深）
- 《醉打金枝》（編劇：蘇翁）
- 《醉打韓通》
- 《醉斬鄭恩》（斬二王排場）
- 《章台柳》（編劇：蘇翁）
- 《摘纓會》（編劇：蘇翁）
- 《賊王子巧遇情僧》
- 《紫釵記》（場次: 燈街拾翠、花院盟香、陽關折柳、凍賣珠釵、吞釵拒婚、花前遇俠、劍合釵圓、節鎮宣恩/論理爭夫）（編劇: 唐滌生）
- 《紫鳳樓》（撰曲: 楊石渠）
- 《趙子龍催歸》
- 《趙氏孤兒》
- 《朱買臣》
- 《朱弁回朝》（內地版本編劇：秦中英，首演：陳笑風，香港版本編劇：葉紹德，首演：林家聲）
- 《周姑娘放腳》
- 《昭君出塞》（編劇：楊子靜等）
- 《左慈戲曹》
- 《賊王子》

### 羅家英主演的新編粵劇
- 《南宋鴛鴦鏡》（編劇：盧丹）
- 《曹操與楊修》、《三鎖玉郎心》、《狀元打更》、《糟糠情》（編劇：秦中英）
- 《英雄叛國》（原著為莎士比亞名劇《馬克白》）（編劇：羅家英、秦中英、溫誌鵬）[1]
- 《章台柳》、《活命金牌》（《劈陵救母》改編）、《鐵馬銀婚》、《狄青與襄陽公主》、《蟠龍令》（編劇：蘇翁）[2]

### 楊智深新編粵劇
- 《張羽煮海》（首演：龍貫天、南鳳）
- 《陰陽判》（首演：陳好逑、龍貫天、尹飛燕）
- 《桃花扇》（首演：文千歲、陳好逑、鍾麗蓉）[3]
- 《乾坤鏡》（首演：陳好逑、李龍、尹飛燕）

### 英語粵劇
- 《佳偶兵戎》（編劇：黃展華，20世紀90年代，謝雪心與一眾香港官員在香港大會堂演出。）
- 《清宮遺恨》、《白蛇傳》之遊湖、《醉打金枝》、《雅雀如何作鳳凰》

### 馬來語粵劇
- 《拾玉镯》